# 요소 (화학)
요소(尿素, 영어: urea)는 화학식이 CO(NH
2)
2인 유기 화합물이다. 탄산의 다이아마이드이기 때문에 카바마이드(영어: carbamide)라고도 한다. 이 아마이드는 카보닐기(–C(=O)–)에 의해 결합된 두 개의 아미노기(–NH
2)를 가지고 있다. 따라서 요소는 카밤산의 가장 단순한 아마이드이다.
요소는 동물의 질소 함유 화합물의 세포 대사에서 중요한 역할을 하며 포유류의 소변에 존재하는 주요 질소 함유 물질이다. 요소는 프랑스어 "urée"에서 유래한 근대 라틴어이며, 고대 그리스어에서 소변(urine)을 의미하는 "οὖρον (oûron)"에서 유래했으며, 인도유럽조어 "h₂worsom"에서 유래되었다.
요소는 무색, 무취의 고체로 물에 잘 녹고, 사실상 독성이 없다(쥐의 경우 LD50은 15 g/kg이다). 요소는 물에 녹으면 산성도 염기성도 아니다. 신체는 요소를 다양한 과정에 사용하는데, 그 중에서도 질소 노폐물 배설에 가장 많이 사용한다. 간은 요소 회로에서 두 개의 암모니아(NH
3) 분자와 하나의 이산화 탄소(CO
2) 분자를 결합하여 요소를 생성한다. 요소는 비료에서 질소(N) 공급원으로 널리 사용되며, 화학 산업의 중요한 원료이다.
1828년에 프리드리히 뵐러는 무기 원료로부터 요소를 합성할 수 있다는 것을 발견했는데, 이는 화학에서 중요한 개념적 이정표였다. 이는 이전에 생명의 부산물로만 알려진 물질이 생명체의 개입이 없어도 실험실에서 합성될 수 있다는 것을 최초로 보여주었으며, 살아 있는 생명체만이 생명의 화합물을 생성할 수 있다고 주장하는, 당시 널리 퍼져있던 생기론과 모순되었다.

## 특성

### 분자 및 결정 구조
요소의 분자 구조는 O=C(−NH
2)
2이다. 요소 분자는 N 오비탈의 sp2 혼성화로 인해 고체 결정 내에서는 평면이다. 기체 상태 또는 수용액 상태에서는 C2 대칭을 갖는 비평면 구조이며, C–N–H와 H–N–H의 결합각은 평면 삼각형의 각 120°와 사면체형의 각 109.5° 사이의 중간에 있다. 고체 요소에서 산소 중심은 두 개의 N–H–O 수소 결합에 참여한다. 결과적으로 밀도가 높고 에너지적으로 유리한 수소 결합 네트워크는 아마도 효율적인 분자 패킹을 대가로 하여 형성되었을 가능성이 높다. 구조는 매우 개방적이며 리본이 사각형 단면의 터널을 형성한다. 요소의 탄소는 sp2 혼성화된 것으로 설명되고, C-N 결합은 상당한 이중 결합 특성을 가지고 있으며, 카보닐 산소는 비교적 염기성이다. 요소의 높은 수용성은 물과 광범위하게 수소 결합을 할 수 있는 능력을 반영한다.

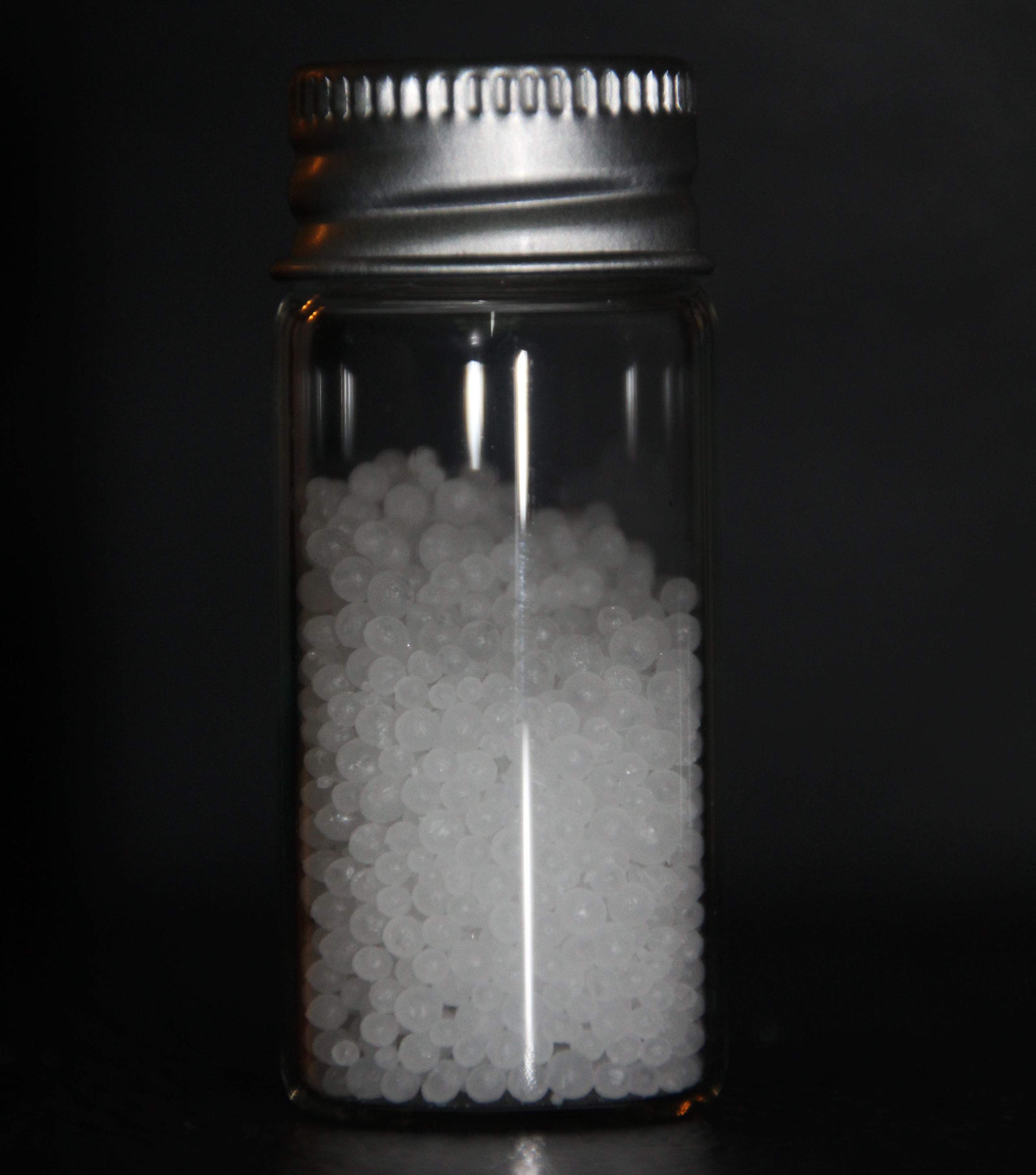
과립 형태의 요소 샘플

요소는 다공성 구조를 형성하는 경향으로 인해 많은 유기 화합물들을 가둘 수 있는 능력이 있다. 소위 클라스레이트에서 유기 "게스트" 분자는 수소 결합된 요소 분자로 구성된 나선형이 서로 침투하여 형성된 통로에 고정된다. 이런 방식으로 요소-클라트레이트의 분리가 잘 조사되었다.

### 반응
요소는 약염기이며, pKb는 13.9이다. 강산과 결합하면 산소 부분이 양성자화되어 우로늄염을 형성한다. 이는 또한 루이스 염기로 [M(urea)
6]n+
 유형의 금속 착물을 형성한다.
|  |

요소는 말론산 에스터와 반응하여 바르비투르산을 생성한다.

#### 열분해
용융된 요소는 약 152 °C에서 사이안산 암모늄으로 분해되고, 160 °C 이상에서는 암모니아와 아이소사이안산으로 분해된다.
CO(NH
2)
2 → [NH
4]+
[OCN]−
 → NH
3 + HNCO
160 °C 이상으로 가열하면 아이소사이안산과 반응을 통해 뷰렛인 NH
2CONHCONH
2와 트라이유렛인 NH
2CONHCONHCONH
2가 생성된다.
CO(NH
2)
2 + HNCO → NH
2CONHCONH
2
NH
2CONHCONH
2 + HNCO → NH
2CONHCONHCONH
2
더 높은 온도에서는 사이아누르산(CNOH)
3, 구아니딘(HNC(NH
2)
2), 멜라민을 포함한 다양한 축합 생성물로 전환된다.

#### 수용액에서의 안정성
수용액에서 요소는 사이안산 암모늄과 천천히 평형을 이룬다. 이 제거 반응은 단백질, 특히 리신의 N-말단 아미노기, 곁사슬의 아미노기 그리고 어느 정도는 아르기닌과 시스테인의 곁사슬을 카바밀화할 수 있는 아이소사이안산을 공동으로 생성한다. 카바밀화가 일어날 때마다 단백질의 질량이 43 달톤씩 늘어나는데, 이는 단백질 질량분석법을 통해 관찰할 수 있다. 이러한 이유로 순수한 요소 용액은 신선하게 제조하여 사용해야 하며, 오래된 용액은 상당한 농도의 사이안산염(8 M 요소에서 20 mM)을 생성할 수 있다. 초순수에 요소를 용해한 후 혼합층 이온교환수지를 사용하여 이온(즉, 사이안산염)을 제거하고 그 용액을 4 °C에서 보관하는 것이 권장되는 제조 절차이다. 그러나 사이안산염은 며칠 안에 상당한 수준으로 다시 축적된다. 또는 농축된 요소 용액에 25–50 mM 염화 암모늄을 첨가하면 공통 이온 효과로 인해 사이안산염의 형성이 감소한다.

### 분석
요소는 다이아세틸 모노옥심 비색법 및 베르틀로 반응(유레이스를 통해 요소가 암모니아로 처음 전환된 후) 등 다양한 방법을 통해 쉽게 정량화할 수 있다. 이러한 방법은 자동 유동 주입 분석기 및 96웰 마이크로플레이트 분광광도계와 같은 고처리량 계측 장비에 적합하다.

## 관련 화합물
요소류는 두 개의 유기 아민 잔기에 부착된 카보닐기라는 동일한 작용기를 공유하는 화합물(R1
R2
N−C(=O)−NR3
R4
)의 한 부류를 지칭한다. 여기서  R1
, R2
, R3
, R4
 그룹은 수소(–H), 유기기 또는 기타 작용기들이다. 예로는 카바마이드 과산화물, 알란토인, 히단토인 등이 있다. 요소류는 뷰렛과 밀접한 관련이 있으며, 구조적으로는 아마이드, 카밤산염, 카보다이이미드, 싸이오카바마이드와 관련이 있다.

## 용도

### 농업
전 세계 산업적 요소 생산량의 90% 이상이 질소 비료로 사용된다. 요소는 일반적으로 사용되는 모든 고체 질소 비료 중에서 질소 함량이 가장 높다. 따라서 질소 영양소 단위당 운송 비용이 낮다. 합성 요소의 가장 흔한 불순물은 뷰렛인데, 이는 식물의 생장을 방해한다. 요소는 토양에서 분해되어 암모늄 이온(NH+
4)을 생성한다. 암모늄 이온은 식물의 뿌리를 통해 흡수된다. 일부 토양에서는 암모늄이 세균에 의해 산화되어 질산염()을 생성하며, 질산염(NO−
3)도 역시 질소가 풍부한 식물의 영양소이다. 질소 화합물이 대기와 지표면을 흐르는 빗물(유거수)로 손실되는 것은 낭비적이고 환경에 해롭기 때문에 농업용 비료의 효율성을 높이기 위해 요소를 개량하기도 한다. 질소 방출을 늦추는 완효성 비료를 만드는 기술로는 요소를 불활성 밀봉제에 캡슐화하거나 요소를 요소-폼알데하이드 화합물과 같은 유도체로 전환하는 방법 등이 있다. 이러한 유도체는 식물의 영양 요구 사항에 맞는 속도로 암모니아로 분해된다.

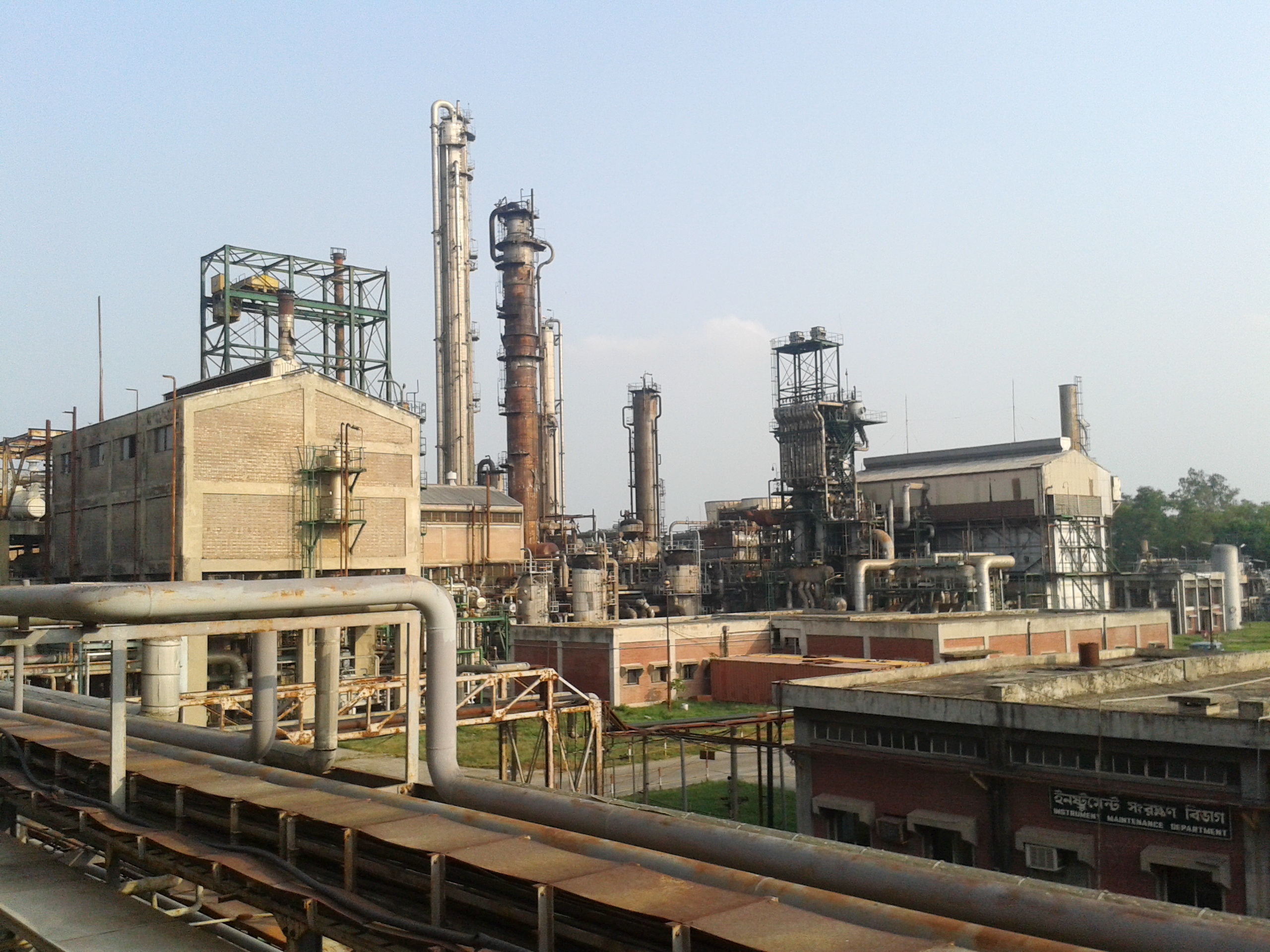
요소 비료를 생산하는 방글라데시의 공장

### 수지
요소는 주로 파티클보드, 섬유판, OSB, 합판 등 목재 기반 패널에 사용되는 UF, MUF, MUPF와 같은 폼알데하이드 기반 수지를 제조하는 데 사용되는 원료이다.

### 폭발물
요소는 질산과 반응하여 질산 요소를 만드는 데 사용될 수 있는데, 질산 요소는 공업적으로 사용되며 일부 즉석 폭발 장치의 일부로 사용되는 고성능 폭발물이다.

### 자동차 시스템
요소는 디젤 엔진, 듀얼 연료 엔진 및 희박 연소 천연 가스 엔진의 연소로 인해 발생하는 배기 가스의 질소 산화물(NO
x) 오염물질을 줄이기 위한 선택적 비촉매 환원(SNCR) 및 선택적 촉매 환원(SCR) 반응에 사용된다. 예를 들어 블루텍 시스템은 물 기반의 요소 용액을 배기 시스템에 분사한다. 요소의 가수분해로 생성된 암모니아(NH
3)는 질소 산화물(NO
x)과 반응하여 촉매 변환기 내에서 질소 가스(N
2)와 물로 전환된다. 유해한 NO
x를 무해한 N
2로 전환하는 과정은 다음과 같은 단순화된 반응식으로 설명된다.
4 NO + 4 NH
3 + O
2 → 4 N
2 + 6 H
2O
요소를 사용하면 먼저 암모니아로 전환하기 위해 사전 반응(가수분해)이 일어난다.
CO(NH
2)
2 + H
2O → 2 NH
3 + CO
2
요소는 물에 잘 녹는 고체이기 때문에(25 °C에서 545 g/L) 자극성, 부식성, 유해성이 더 강한 암모니아(NH
3)보다 취급 및 보관이 훨씬 쉽고 안전하므로 최적의 반응물이다. 이러한 촉매 변환기를 사용하는 트럭과 자동차는 디젤 배기 유체를 공급받아야 한다. 이는 물에 요소를 넣은 용액인 애드블루로도 판매된다.

### 실험용
최대 10 M 농도의 요소는 단백질의 비공유 결합을 파괴하기 때문에 강력한 단백질 변성제이다. 이러한 특성을 이용하면 일부 단백질의 용해도를 높일 수 있다. 요소와 염화 콜린의 혼합물은 이온성 액체와 유사한 물질인 심층 공융 용매(DES)로 사용된다. 심층 공융 용매에서 사용될 경우, 요소는 용해된 단백질을 점차적으로 변성시킨다.
최대 8 M 농도의 요소를 사용하면 표지된 세포의 형광 신호를 그대로 보존하면서도 고정된 뇌 조직을 가시광선에 투명하게 만들 수 있다. 이를 통해 기존의 단일 광자 또는 이중 광자 공초점 현미경을 사용해 얻을 수 있었던 것보다 신경 과정에 대한 훨씬 더 깊은 이미징이 가능해졌다.

### 의료용
요소 함유 크림은 피부의 수분 보충을 촉진하는 국소 피부과 제품으로 사용된다. 40% 농도의 요소는 건선, 피부건조증, 손톱진균증, 어린선, 습진, 각화증, 각질피부증, 굳은살 및 각질에 사용된다. 폐쇄 드레싱으로 덮는 경우 40% 농도의 요소 제제를 비수술적 손톱 제거에 사용할 수도 있다. 40% 농도의 요소는 손톱판의 세포간 기질을 용해한다. 건강한 손톱 부분에는 영향을 미치지 않으므로 질병에 걸린 손톱이나 영양실조가 있는 손톱만 제거한다. 이 약물(카바마이드 과산화물)은 귀지 제거제로도 사용된다.
요소는 이뇨제로도 연구되었다. 1892년에 W. 프리드리히 박사(Dr. W. Friedrich)가 처음 사용했다. 2010년에 ICU 환자를 대상으로 한 연구에서는 요소를 사용하여 정상혈량성 저나트륨혈증을 치료하였으며, 안전하고, 저렴하며 간단한 것으로 밝혀졌다.
생리식염수와 마찬가지로 요소는 유산을 유도하기 위해 자궁에 주입되곤 했지만 이 방법은 더 이상 널리 사용되지 않는다.
혈액 요소 질소(BUN) 검사는 요소에서 유래한 혈액 내 질소의 양을 측정하는 검사이다. 콩팥 기능의 지표로 사용되지만 혈중 요소 수치는 식단, 탈수, 간 기능 등을 다른 요인들에 의해 영향을 받을 수 있기 때문에 크레아티닌 등의 다른 지표에 비해 낮다.
요소는 또한 협착된 혈관에 대한 국소 약물 전달을 향상시키기 위해 약물 코팅 풍선(DCB) 코팅 제형의 부형제로 연구되었다. DCB 표면을 코팅하기 위해 소량의 요소(약 3 μg/mm2)를 부형제로 사용할 경우 혈관 내피 세포에 부작용인 독성 효과를 나타내지 않으면서 약물 전달을 증가시키는 결정을 형성하는 것으로 밝혀졌다.
탄소-14(14C)나 탄소-13(13C)으로 표지된 요소는 요소 호흡 검사에 사용되는데, 이는 소화성 궤양과 관련된 사람의 위와 십이지장에서 헬리코박터 파일로리(Helicobacter pylori) 세균의 존재를 감시하는 데 사용된다. 이 검사는 요소에서 암모니아를 생성하는 반응을 통해 헬리코박터 파일로리가 생성하는 특징적인 효소인 유레이스를 검출한다. 이렇게 하면 세균 주변 위 환경의 pH가 증가(산성도가 감소)한다. 헬리코박터 파일로리와 유사한 세균종은 유인원, 개, 고양이(큰고양이 포함)와 같은 동물에서 동일한 검사를 통해 확인할 수 있다.

### 기타 용도
- 32.5% 요소와 67.5% 탈이온수로 구성된 디젤 배기 유체(DEF)의 성분이다. DEF는 디젤 차량의 배기 가스에 분사되어 위험한 NO
x 배출물을 무해한 질소와 물로 분해한다.
- 동물 사료의 한 성분으로, 성장을 촉진하는 비교적 저렴한 질소 공급원의 역할을 한다.
- 도로의 얼음을 녹이는 데 사용하는 부식되지 않는 암염에 대한 대체제이다.[39] 전통적인 암염이나 염화 칼슘보다 효과는 떨어지지만, 애완 동물에게 친화적인 소금의 대체품의 주요 성분으로 자주 사용된다.[40]
- 나이어, 비트 등 제모제의 주요 성분이다.
- 공장에서 생생되는 프레첼의 갈변제이다.
- 일부 피부 크림,[41] 보습제, 헤어 컨디셔너, 샴푸에 들어가는 성분이다.
- 다른 염들과 함께 인공강우를 위한 제제로 사용된다.[42]
- 일반적으로 요소-중탄산 칼륨 혼합물과 같은 건조 화학 소화기 충전물에 사용되는 방염제이다.
- 다양한 치아 미백 제품의 성분 중 하나이다.
- 식기 세척액의 성분이다.
- 당을 에탄올로 발효시키는 효모의 영양소인 인산 이암모늄과 함께 사용된다.
- 지구공학적 목적으로 해양 영양 실험에서 플랑크톤이 사용하는 영양소이다.
- 가죽 접착제의 작업 온도와 개방 시간을 연장하기 위한 첨가제이다.
- 직물 염색 또는 인쇄용 염색조에 대한 용해성 향상 및 수분 유지 첨가제로 사용된다.[43]
- 비선형 광학의 광학 매개 변수 발진기로 사용된다.[44][45]

## 생리학
단백질 및 기타 생물학적 물질을 합성하기 위해 사용되는 섭취한 음식에 포함된 아미노산(또는 근육 단백질의 분해 대사에서 생성된 아미노산)은 신체에서 에너지원으로 산화되어 요소와 이산화 탄소를 생성한다. 산화 경로는 아미노기전이효소가 아미노기를 제거하는 것으로 시작된다. 그런 다음 아미노기는 요소 회로로 공급된다. 간에서 아미노산을 대사 노폐물로 전환하는 첫 번째 단계는 α-아미노산의 아미노기를 제거하는 것이며, 이로 인해 암모니아가 생성된다. 암모니아는 독성이 있기 때문에 물고기는 즉시 체외로 배출하고, 새는 요산으로 전환하고, 포유류는 요소로 전환한다.
암모니아(NH
3)는 질소 화합물의 대사 과정에서 흔히 생성되는 부산물이다. 암모니아는 요소보다 작고, 휘발성이 강하며, 이동성이 더 크다. 암모니아가 축적되면 세포의 pH가 독성 수준으로 높아진다. 따라서 많은 생물들은 이 합성 과정에서 순 에너지 비용이 들더라도 암모니아를 요소로 전환한다. 요소는 실질적으로 중성이고 물에 잘 녹기 때문에 신체가 과도한 질소를 운반하고 배출하는 데 안전한 수단이 된다.
요소는 아미노산의 산화나 암모니아로부터 요소 회로의 일부로 많은 생물들의 신체에서 합성된다. 요소 회로에서 암모니아와 L-아스파르트산에서 공여된 아미노기는 요소로 전환되고, L-오르니틴, 시트룰린, L-아르기니노석신산, L-아르기닌은 중간생성물로 역할을 한다. 요소의 생성은 간에서 일어나며, N-아세틸글루탐산에 의해 조절된다. 요소는 혈액에 용해된 후(기준 범위 2.5~6.7 mmol/L) 콩팥을 통해 소변의 성분으로 운반되어 배설된다. 또한 소량의 요소가 땀을 통해(염화 나트륨 및 수분과 함께) 배출된다.
물 속에서 아미노기는 물 분자에 의해 천천히 대체되면서 암모니아, 암모늄 이온, 중탄산염 이온이 생성된다. 이러한 이유로 오래된 소변은 신선한 소변보다 냄새가 더 강하다.

### 사람
콩팥에 의한 요소의 순환과 배출은 포유류의 물질대사에서 매우 중요한 부분이다. 요소는 질소 노폐물의 운반자 역할 외에도, 네프론의 역류 교환 시스템에서 중요한 역할을 하는데, 이를 통해 여과된 원뇨로부터 물과 중요한 이온을 재흡수할 수 있다. 요소는 네프론의 내측 수질 집합관에서 재흡수되며, 이로 인해 헨레 고리의 얇은 하행각을 둘러싼 수질 간질의 삼투압이 높아지고, 이로 인해 물이 재흡수된다.
요소 수송체 2의 작용으로, 재흡수된 요소 중 일부는 결국 세뇨관의 얇은 하행각으로 다시 흘러들어가 집합관을 거쳐 배설되는 소변으로 들어간다. 신체는 항이뇨 호르몬의 제어를 받는 이 메커니즘을 사용하여 고농도의 소변, 즉 혈장보다 용해된 물질의 농도가 높은 소변을 생성한다. 이러한 메커니즘은 수분 손실을 막고, 혈압을 유지하고, 혈장 내 나트륨 이온의 적절한 농도를 유지하는 데 중요하다.
요소(mmol)의 당량 질소 함량(g)은 변환 계수 0.028 g/mmol을 통해 추정할 수 있다. 게다가 질소 1 g은 단백질 6.25 g과 거의 동일하며, 단백질 1 g은 근육 조직 5 g과 거의 동일하다. 근육 소모와 같은 상황에서는 소변에 과도한 요소 1 mmol이 존재하면(소변량(L)에 요소의 농도(mmol/L)를 곱하여 측정) 대략 0.67 g의 근육 손실에 해당한다.

### 다른 종들
수생 생물에서 가장 흔한 질소 노폐물의 형태는 암모니아인 반면, 육상 생물은 독성이 강한 암모니아를 요소나 요산으로 전환한다. 요소는 포유류와 양서류, 일부 어류의 소변에서 발견된다. 새와 도마뱀류 파충류는 다른 형태의 질소 대사를 하는데, 이로 인해 물이 덜 필요한 요산의 형태로 질소를 배출한다. 올챙이는 암모니아를 배설하지만 변태 중에는 요소를 생성한다. 위에서 설명한 일반화에도 불구하고, 요소 경로는 포유류와 양서류에서만 발견되는 것이 아니라 조류, 무척추동물, 곤충, 식물, 효모, 균류, 심지어 미생물을 포함한 다른 많은 생물체에서도 발견되었다.

## 부작용
요소는 피부, 눈, 호흡기에 자극을 줄 수 있다. 비료 형태의 요소가 피부에 반복적으로 또는 장기간 닿으면 피부염이 생길 수 있다.
혈액 중에 요소의 농도가 높으면 해로울 수 있다. 정상적인 사람의 소변에서 발견되는 수준의 저농도의 요소를 섭취하는 것은 합리적인 시간 내에 추가로 물을 섭취한다면 위험하지 않다. 많은 동물(예: 낙타, 설치류 또는 개)들은 훨씬 더 농축된 소변을 배설하며 이는 정상적인 사람의 소변보다 요소의 양이 더 많을 수 있다.
요소는 독소를 생성하는 조류 대증식을 일으킬 수 있으며, 비료를 준 토양의 유출수에 요소가 존재하면 독성 조류 대증식이 증가하는 데 영향을 미칠 수 있다.
요소를 녹는점 이상으로 가열하면 분해되어 독성 가스를 발생시키고, 강산화제, 아질산염, 무기 염화물, 아염소산염 및 과염소산염과 격렬하게 반응하여 화재와 폭발을 일으킨다.

## 역사
요소는 1727년에 네덜란드의 과학자 헤르만 부르하버에 의해 소변에서 처음 발견되었지만 이 발견은 종종 프랑스의 화학자 힐레르 루엘과 스코틀랜드의 화학자 윌리엄 크룩생크의 공로로도 여겨진다.
부르하버는 다음과 같은 단계를 사용하여 요소를 분리했다.
1. 물을 끌여서 생크림과 비슷한 물질을 만든다.
2. 남은 액체를 짜내기 위해 여과지를 사용한다.
3. 기름진 액체 하에서 고체가 형성될 때가지 1년을 기다린다.
4. 기름기 있는 액체를 제거한다.
5. 고체를 물에 녹인다.
6. 재결정화를 통해 요소를 분리한다.

1828년에 독일의 화학자 프리드리히 뵐러는 사이안산 은을 염화 암모늄으로 처리하여 인공적으로 요소를 합성했다.
AgNCO + [NH
4]Cl → CO(NH
2)
2 + AgCl
이는 생물체의 개입 없이 무기 원료로부터 유기 화합물이 인공적으로 합성된 최초의 사례이다. 이 실험의 결과는 생물의 화합물이 무생물의 화합물과 근본적으로 다르다는 이론인 생기론의 신뢰성을 암묵적으로 깨뜨렸다. 이러한 통찰력은 유기화학이 발전하는데 중요한 역할을 했다. 이러한 발견은 뵐러가 옌스 야코브 베르셀리우스에게 다음과 같이 승리의 기쁨으로 편지를 쓰게 하는 계기가 되었다.
| “ | 저는 사람의 콩팥이든 개의 콩팥이든 콩팥을 사용하지 않고도 요소를 만들 수 있다는 걸 말씀드리고 싶습니다. 사이안산 암모늄은 요소입니다. | ” |
|   | — 프리드리히 뵐러가 옌스 야코브 베르셀리우스에게 보낸 편지에서                                                                        |   |

사실 그의 두 번째 문장은 틀린 것이다. 사이안산 암모늄([NH
4]+
[OCN]−
) 과 요소(CO(NH
2)
2)는 동일한 실험식(CON
2H
4)을 갖는 두 가지 다른 화합물로, 표준 상태에서 요소를 크게 선호하는 화학 평형 상태에 있다. 그럼에도 불구하고 뵐러는 그의 발견으로 유기화학의 선구자 중 한 명으로 자리매김했다.
요독증 서리는 1865년에 하랄트 히르슈스프룽에 의해 처음 기술되었는데, 그는 1870년에 최초의 덴마크 소아과 의사였으며, 1886년에 자신의 이름을 딴 질병을 기술하기도 했다. 투석이 도입된 이후 요독증 서리는 드물어졌다. 이는 장기간 신부전과 중증 요독증이 있는 환자의 피부에 결정화된 요소가 침전되는 현상을 투석 전 시대에 전형적으로 설명한 것이다.

### 역사적 제조
18세기 초 헤르만 부르하버가 소변의 증발물에서 요소를 처음 발견했다. 1773년에 힐레르 루엘은 사람의 소변을 증발시키고 알코올로 연속적으로 여과하여 요소가 함유된 결정을 얻었다. 이 방법은 칼 빌헬름 셸레가 소변을 농축된 질산으로 처리하면 결정이 침전된다는 사실을 발견하면서 더욱 도움이 되었다. 양투안 프랑수아 프루크루아와 루이니콜라 보클랭은 1799년에 질산화된 결정이 루엘의 물질과 동일하다는 것을 발견하고 "요소(urea)"라는 용어를 만들어냈다. 옌스 야코브 베르셀리우스는 정제 방법을 더욱 개선하였고, 마침내 1817년에 윌리엄 프라우트는 순수한 물질의 화학적 조성을 얻고 결정하는 데 성공했다. 개선된 과정에서는 소변에 강한 질산을 첨가하여 요소를 질산 요소로 침전시켰다. 생성된 결정을 정제하기 위해, 이를 끓는 물과 숯에 녹인 후 여과했다. 냉각 후 순수한 질산 요소 결정이 생성된다. 질산염으로부터 요소를 재구성하기 위해서 결정을 따뜻한 물에 녹이고 탄산 바륨을 첨가한다. 그런 다음 물을 증발시키고 무수 알코올을 첨가하여 요소를 추출한다. 이 용액에서 물기를 빼고 증발시키면 순수한 요소만 남는다.

## 실험실 제조
보다 일반적인 의미의 요소는 다음과 같이 포스젠과 1차 아민 또는 2차 아민과의 반응을 통해 실험실에서 얻을 수 있다.
COCl
2 + 4 RNH
2 → (RNH)
2CO + 2 [RNH
3]+
Cl−

이러한 반응은 아이소사이안산염 중간생성물을 통해 진행된다. 비대칭 요소는 1차 아민 또는 2차 아민과 아이소사이안산염의 반응을 통해 얻을 수 있다.
요소는 사이안산 암모늄을 60 °C로 가열하여 생산할 수도 있다.
[NH
4]+
[OCN]−
 → (NH
2)
2CO

## 산업적 생산
2020년 전 세계 생산 용량은 약 1억 8천만 톤이었다.
산업용으로 사용하기 위해 요소는 합성 암모니아와 이산화 탄소로부터 생산된다. 암모니아 제조 공정에서는 탄화수소(주로 천연 가스이며, 석유 파생물이나 석탄은 덜 흔함)를 연소시켜 열을 발생시키며, 부산물로 대량의 이산화 탄소가 생성되므로, 요소 생산 공장은 거의 항상 암모니아가 제조되는 장소 옆에 위치한다.

### 합성

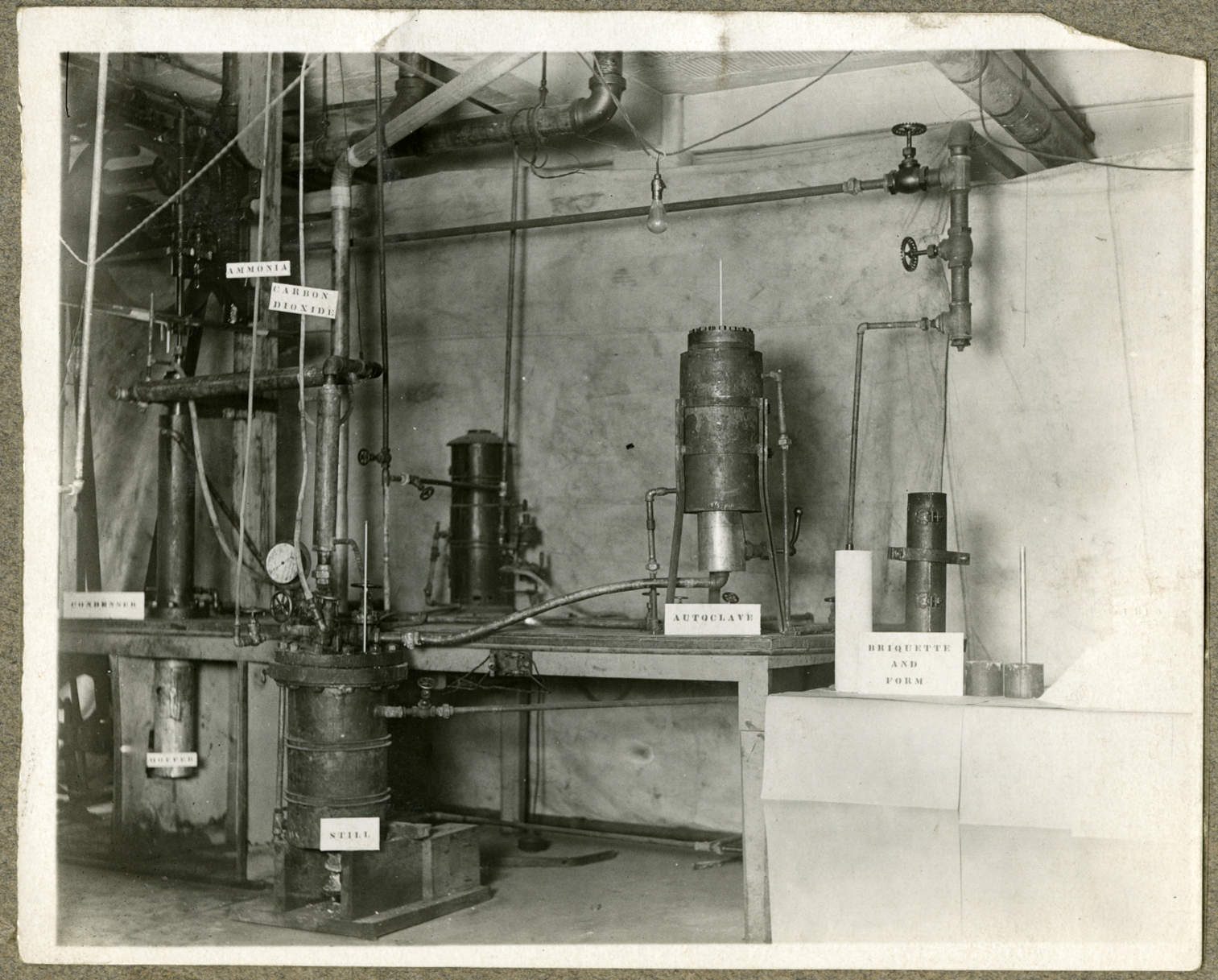
카밤산 암모늄 연탄을 사용한 요소 공장, 고정 질소 연구실 (1930년 경)

1922년에 특허를 받은 이 기본적인 공정은 발견자인 카를 보슈와 빌헬름 마이저(Wilhelm Meiser)의 이름을 따서 보쉬-마이저 요소 공정이라고 불린다. 이 과정은 두 가지 주요 평형 반응으로 구성되며, 반응물의 전환이 완료되지 않는다. 첫 번째는 카밤산염의 형성이다. 고온, 고압에서 액체 암모니아와 기체 이산화 탄소(CO
2)의 빠른 발열 반응으로 다음과 같이 카밤산 암모늄([NH
4]+
[NH
2COO]−
)이 생성된다.
2 NH
3 + CO
2 ⇌ NH
4CO
2NH
2     (110 atm 및 160 °C에서 ΔH = −117 kJ/mol)
두 번째는 요소 전환이다. 다음과 같이 카밤산 암모늄이 요소와 물로 더 느린 흡열 분해가 일어난다.
NH
4CO
2NH
2 ⇌ CO(NH
2)
2 + H
2O     (160~180 °C에서 ΔH = +15.5 kJ/mol)
NH
3와 CO
2가 요소로 전환되는 과정은 전반적으로 발열 반응이며, 첫 번째 반응에서 나온 반응열이 두 번째 반응을 촉진한다. 요소 생성에 유리한 조건(고온)은 카밤산 생성 평형에 불리한 영향을 미친다. 과정에 대한 조건은 다음의 내용처럼 타협적이다. 두 번째 반응에 필요한 고온(약 190 °C)이 첫 번째 반응에 미치는 부정적인 영향은 첫 번째 반응에 유리한 고압(140~175 bar) 하에서 공정을 수행함으로써 상쇄된다. 기체 이산화 탄소를 이 압력으로 압축하는 것이 필요하지만, 암모니아는 암모니아 생산 공장에서 액체 형태로 얻을 수 있으며, 이를 시스템에 펌핑하는 방식이 훨씬 더 경제적이다. 느린 요소 생성 반응 시간이 평형에 도달하려면 넓은 반응 공간이 필요하므로, 대규모 요소 공장의 합성 반응기는 거대한 압력 용기가 되는 경향이 있다.

### 반응물 재활용
요소의 전환이 불완전하기 때문에 요소는 카밤산 암모늄을 포함한 전환되지 않은 반응물로부터 분리되어야 한다. 다양한 상업용 요소 공정은 요소가 형성되는 조건과 전환되지 않은 반응물을 추가로 처리하는 방법에 따라 특징지어 진다.

#### 기존 재활용 공정
초기의 "직접" 요소 공장에서 반응물 회수(재활용의 첫 번째 단계)는 시스템 압력을 대기압으로 낮춰 카밤산염이 분해되어 암모니아와 이산화 탄소로 돌아가도록 하는 방식으로 이루어졌다. 원래는 암모니아와 이산화 탄소를 재압축하여 재활용하는 것이 경제적이지 않았기 때문에, 적어도 암모니아는 질산 암모늄이나 황산 암모늄과 같은 다른 생성물을 제조하는 데 사용되었고, 이산화 탄소는 대개 낭비되었다. 이후의 공정 계획에서는 사용되지 않은 암모니아와 이산화 탄소를 재활용하는 것이 실용적이게 되었다. 이는 1940년대부터 1960년대에 개발되어 현재는 "기존 재활용 공정(conventional recycle process)"이라고 불리는 "전체 재활용 공정(total recycle process)"을 통해 수행되었다. 반응 용액의 압력을 단계적으로 낮춘 다음(먼저 18~25 bar, 그 다음은 2~5 bar) 각 단계에서 증기로 가열된 카밤산염 분해기를 통과시킨 다음, 생성된 이산화 탄소와 암모니아를 강하 필름 카밤산염 응축기에서 재결합시키고, 카밤산염 용액을 다시 요소 반응 용기로 펌핑하여 진행한다.

#### 스트리핑 재활용 공정
반응물을 회수하여 재사용하기 위한 "기존 재활용 공정"은 1960년대 초에 네덜란드의 스타미카본이 개발한 "스트리핑 재활용 공정"으로 대체되었다. 이 공정은 반응 용기의 전체 압력 또는 그에 가까운 압력에서 작동한다. 이를 통해 다단계 재활용 방식의 복잡성이 줄어들고, 카밤산염 용액에서 재활용되는 물의 양이 줄어드는 데, 이는 요소 전환 반응의 평형과 전반적인 공장 효율에 부정적인 영향을 미친다. 실제로 모든 신규 요소 제조 공장은 스트리퍼를 사용하고 있으며, 전체 재활용 요소 제조 공장 중 다수는 스트리핑 재활용 공정으로 전환되었다.
기존 재활용 공정에서는 전체 압력을 낮추어 카밤산염 분해를 촉진하고, 이로 인해 암모니아와 이산화 탄소의 분압이 낮아져 이러한 기체를 요소 생산 용액으로부터 분리할 수 있다. 스트리핑 재활용 공정은 카밤산염 분해를 촉진하기 위해 반응물 중 하나의 분압만을 낮춤으로써 전체 압력을 낮추지 않고도 비슷한 효과를 얻는다. 기존 재활용 공정에서 암모니아와 함께 이산화 탄소 가스를 요소 합성 반응기에 직접 공급하는 대신, 스트리핑 재활용 공정에서는 먼저 이산화 탄소를 스트리퍼로 보낸다. 스트리퍼는 다량의 기체-액체 접촉을 제공하는 카밤산염 분해제이다. 이를 통해 유리된 암모니아가 씻겨나가고 액체 표면의 분압이 낮아지며 카밤산염 응축기로 직접 이동(이 역시 전체 시스템 압력 하에서)하게 된다. 거기에서 재구성된 카밤산 암모늄 액체는 요소 생산 반응기로 전달된다. 그렇게 되면 기존 재활용 공정의 중간 압력 단계가 제거된다.

### 부반응
불순물을 생성하는 세 가지 주요 부작용은 요소를 분해한다는 공통점을 가지고 있다.
요소는 합성 공장의 가장 뜨거운 단계, 특히 스트리퍼에서 카밤산 암모늄으로 가수분해되므로 이 단계에서의 체류 시간은 짧게 설계된다.
뷰렛은 요소 분자 두 개가 결합하면서 암모니아 분자 한 개가 떨어져 나올 때 생성된다.
2 NH
2CONH
2 → NH
2CONHCONH
2 + NH
3
일반적으로 이 반응은 합성 반응기에서 과잉의 암모니아를 유지함으로써 억제되지만, 스트리퍼 이후에는 순도가 낮아질 때까지 일어난다. 뷰렛은 작물에 다양한 정도로 독성이 있으므로 요소 비료로는 바람직하지 않지만, 동물 사료로 사용될 때 질소 공급원으로는 때때로 바람직하다.
아이소사이안산(HNCO)과 암모니아(NH
3)는 요소와 화학 평형을 이루는 사이안산 암모늄([NH
4]+
[OCN]−
)의 열분해로 다음과 같이 생성된다.
CO(NH
2)
2 → [NH
4]+
[OCN]−
 → HNCO + NH
3
이러한 분해는 요소 용액을 낮은 압력에서 가열할 때 가장 심해지며, 이는 용액의 프릴화나 과립화를 위해 농축할 때 일어난다(아래 참조). 반응 생성물은 대부분 상부 증기로 휘발되고, 이들이 응축되어 다시 요소를 형성할 때 재결합하여 공정 응축물을 오염시킨다.

### 부식
카밤산 암모늄 용액은 금속 건축 자재에 대해 매우 부식성이 강하며, 특히 합성 공장의 가장 뜨거운 부분인 스트리퍼의 경우 내구성이 강한 스테인리스강을 사용하는데, 여기도 부식시킨다. 역사적으로 부식은 지속적으로 소량의 산소(공기)를 설비에 주입하여 노출된 스테인리스 강철 표면에 부동 산화층을 형성하고 유지함으로써 최소화되었다(그러나 완전히 없앨 수는 없음). 1990년대에는 특수 듀플렉스 스테인리스강, 2000년대에는 지르코늄 또는 지르코늄을 입힌 티타늄 튜빙 등 부동화 산소의 필요성을 줄이기 위해 내식성이 매우 뛰어난 소재가 도입되었다.

### 피니싱
요소는 고체 형태(알갱이, 과립, 펠릿 또는 결정) 또는 용액으로 생산될 수 있다.

#### 고체 형태
비료로 주로 사용되는 요소는 대부분 프릴(알갱이) 또는 과립 등 고체 형태로 판매된다. 프릴은 고체화된 작은 방울로, 만족스러운 요소 과립화 공정보다 먼저 생산되었다. 프릴은 과립보다 생산 비용이 저렴하지만, 프릴의 제한된 크기(최대 직경 약 2.1 mm), 낮은 분해 강도, 대량 보관 및 취급 중에 프릴이 덩어리지거나 으깨지는 현상 등으로 인해 과립에 비해 효용성이 떨어진다. 과립은 액체 요소를 여러 층으로 분사하여 요소 씨앗 입자에 부착하여 생산된다. 폼알데하이드는 압착 강도를 높이고, 덩어리짐을 억제하기 위해 프릴과 과립을 생산하는 동안 첨가된다. 또한 냉각 컨베이어 벨트 위에 균일한 크기의 액체 방울을 떨어뜨리는 방법인 패스틸리제이션()과 같은 다른 성형 기술도 사용된다.

#### 액체 형태
요소-질산 암모늄(UAN) 용액은 일반적으로 액상 비료로 사용된다. 혼합물에서 질산 암모늄과 요소의 결합 용해도는 각 성분 각가의 용해도보다 훨씬 높아서 총 질소 함량(32%)이 고체 질산 암모늄의 함량(33.5%)에 근접한 안정적인 용액을 제공한다. 물론 요소 자체(46%)에는 미치지 못한다. UAN은 폭발 위험 없이 질산 암모늄을 사용할 수 있게 해준다. UAN은 미국 액상 비료의 80%를 차지한다.

## 같이 보기
- 뵐러 합성
- 싸이오요소
- 프리드리히 뵐러
- 요소 회로